# 사쿠라다니촌 (시가현)
사쿠라다니촌(桜谷村)은 시가현 가모군에 있던 촌이다. 현재의 히노정 북부에 해당한다.

## 역사
- 1889년 4월 1일 - 정촌제 시행에 의해 15촌의 구역을 가지고 성립하였다.
- 1894년 5월 12일 - 히가시사쿠라다니촌, 니시사쿠라다니촌이 분할 성립하여 동일 사쿠라다니촌은 폐지되었다.

## 참고문헌
- 角川日本地名大辞典 25 滋賀県